# Schooperen
Schooperen, ook wel schoperen, vlamspuiten, metalliseren of verzinken genoemd, is het aanbrengen van een beschermlaag op metaal. Dit gebeurt door het spuiten van thermisch vloeibaar gemaakt zink, aluminium, of een legering daarvan, op een blank gestraald metaaloppervlak.
Een zinkdraad, of soms zinkpoeder, wordt door een spuitpistool getransporteerd en middels een vlam verhit. Het vloeibaar gemaakte metaal wordt door middel van perslucht uit het pistool geblazen en in een of meerdere lagen op het te verzinken oppervlak aangebracht. Het materiaal stolt daar direct en vormt een goed hechtende beschermlaag. Hierna kan het grijze/lichtgrijze- en enigszins ruwe oppervlak voorzien worden van een primer- of kleurcoating. Het proces wordt onder andere toegepast bij het conserveren van staalconstructies bij onderhoudswerkzaamheden. Ook zeer grote voorwerpen die niet in een zinkbad passen kunnen op deze manier verduurzaamd worden.
De term schooperen is afgeleid van de naam van de Zwitser Max Ulrich Schoop (1870-1956) die dit proces aan het begin van de twintigste eeuw uitvond.